# Perfil de Voigt
El perfil de Voigt (que duu el nom de Woldemar Voigt) és una distribució de probabilitat definida com la convolució de la distribució de Cauchy (també anomenada de Lorentz, o Lorentziana) amb la distribució gaussiana. Sovint s'utilitza en l'anàlisi de dades d'espectroscòpia i difracció.

## Definició
Sense pèrdua de generalitat, es poden considerar només perfils centrats, amb el pic en el zero. El perfil de Voigt és, doncs:
{\displaystyle V(x;\sigma ,\gamma )\equiv \int _{-\infty }^{\infty }G(x';\sigma )L(x-x';\gamma )\,dx',}
on x és el desplaçament respecte el centre de la línia, {\displaystyle G(x;\sigma )} és la distribució gaussiana centrada:
{\displaystyle G(x;\sigma )\equiv {\frac {e^{-x^{2}/(2\sigma ^{2})}}{\sigma {\sqrt {2\pi }}}},}
i {\displaystyle L(x;\gamma )} és la distribució de Lorentz centrada:
{\displaystyle L(x;\gamma )\equiv {\frac {\gamma }{\pi (x^{2}+\gamma ^{2})}}.}
La integral definida pot ser avaluada com:
{\displaystyle V(x;\sigma ,\gamma )={\frac {{\textrm {Re}}[w(z)]}{\sigma {\sqrt {2\pi }}}},}
on Re[w(z)] és la part real de la funció Faddeeva avaluada per:
{\displaystyle z={\frac {x+i\gamma }{\sigma {\sqrt {2}}}}.}

## Història i aplicacions
En espectroscòpia, el perfil de Voigt resulta de la convolució de dos mecanismes d'eixamplament, un dels quals produiria un perfil gaussià tot sol (normalment, com a resultat de l'eixamplament de Doppler), i l'altre que produiria un perfil lorentzià. Els perfils de Voigt són habituals en moltes branques de l'espectroscòpia i de la difracció. Atesa l'alta complexitat computacional de l'operació de la convolució, els perfils de Voigt sovint s'aproximen mitjançant perfils pseudo-Voigt.

## Propietats
El perfil de Voigt és normalitzat mitjançant:
{\displaystyle \int _{-\infty }^{\infty }V(x;\sigma ,\gamma )\,\mathrm {d} x=1,}
ja que és la convolució de perfils normalitzats. El perfil de Lorentz no té moments (més enllà del zero) i, per tant, la funció generadora de moments de la distribució de Cauchy no està definida. És per això que el perfil de Voigt tampoc tindrà funció generadora de moments, però la funció característica de la distribució de Cauchy està ben definida, ja que és la funció característica de la distribució normal. La funció característica del perfil centrat de Voigt serà doncs el producte de totes dues: 
{\displaystyle \varphi _{f}(t;\sigma ,\gamma )=E(e^{ixt})=e^{-\sigma ^{2}t^{2}/2-\gamma |t|}.}
Com que la distribució de Cauchy i la normal són distribucions estables, totes dues estan tancades sota la convolució, i segueix que les distribucions de Voigt són també tancades sota la convolució.

### Funció de distribució acumulada
Usant la definició que s'ha fet de z, la funció de distribució acumulada es pot trobar com:
{\displaystyle F(x_{0};\mu ,\sigma )=\int _{-\infty }^{x_{0}}{\frac {\mathrm {Re} (w(z))}{\sigma {\sqrt {2\pi }}}}\,dx=\mathrm {Re} \left({\frac {1}{\sqrt {\pi }}}\int _{z(-\infty )}^{z(x_{0})}w(z)\,dz\right).}
Substituint la definició de la funció Faddeeva (funció error complexa escalada) duu a la integral indefinida:
{\displaystyle {\frac {1}{\sqrt {\pi }}}\int w(z)\,dz={\frac {1}{\sqrt {\pi }}}\int e^{-z^{2}}\left[1-\mathrm {erf} (-iz)\right]\,dz,}
que pot ser solucionada i donar:
{\displaystyle {\frac {1}{\sqrt {\pi }}}\int w(z)\,dz={\frac {\mathrm {erf} (z)}{2}}+{\frac {iz^{2}}{\pi }}\,_{2}F_{2}\left(1,1;{\frac {3}{2}},2;-z^{2}\right),}
on {\displaystyle {}_{2}F_{2}()} és una funció hipergeomètrica. Per tal que la funció valgui zero a mesura que x tendeix a menys infinit (com ha de fer la funció de distribució acumulada), s'ha d'afegir una constant d'integració de 1/2. Això duu a la CDF de Voigt:
{\displaystyle F(x;\mu ,\sigma )=\mathrm {Re} \left[{\frac {1}{2}}+{\frac {\mathrm {erf} (z)}{2}}+{\frac {iz^{2}}{\pi }}\,_{2}F_{2}\left(1,1;{\frac {3}{2}},2;-z^{2}\right)\right].}

### Perfil de Voigt no centrat
Si el perfil gaussià està centrat en {\displaystyle \mu _{G}} i el perfil de Lorentz està centrat en {\displaystyle \mu _{L}}, la convolució estarà centrada en {\displaystyle \mu _{G}+\mu _{L}} i la funció caracteristíca serà:
{\displaystyle \varphi _{f}(t;\sigma ,\gamma ,\mu _{\mathrm {G} },\mu _{\mathrm {L} })=e^{i(\mu _{\mathrm {G} }+\mu _{\mathrm {L} })t-\sigma ^{2}t^{2}/2-\gamma |t|}.}
La moda i la mediana estaran totes dues situades a {\displaystyle \mu _{G}+\mu _{L}}.

## Funció de Voigt
Les funcions de Voigt U, V, i H (de vegades anomanades funcions d'eixamplament de línia) venen definides per:
{\displaystyle U(x,t)+iV(x,t)={\sqrt {\frac {\pi }{4t}}}e^{z^{2}}{\text{erfc}}(z)={\sqrt {\frac {\pi }{4t}}}w(iz),}
{\displaystyle H(a,u)={\frac {U(u/a,1/4a^{2})}{a{\sqrt {\pi }}}},}
on
{\displaystyle z=(1-ix)/2{\sqrt {t}},}
erfc és la funció error complementària, i w(z) és la funció Faddeeva.

### Relació amb el perfil de Voigt
{\displaystyle V(x;\sigma ,\gamma )=H(a,u)/({\sqrt {2}}{\sqrt {\pi }}\sigma ),}
amb
{\displaystyle a=\gamma /({\sqrt {2}}\sigma )}
i
{\displaystyle u=x/({\sqrt {2}}\sigma ).}

## Aproximacions numèriques

### Aproximació pseudo-Voigt
El perfil pseudo-Voigt (o funció pseudo-Voigt) és una aproximació del perfil de Voigt V(x) que usa la combinació lineal de la corba gaussiana G(x) i de la corba lorentziana L(x) enlloc de la seva convolució.
La funció pseudo-Voigt és usada sovint en el càlcul de formes de línies espectrals experimentals.
La definició matemàtica del perfil pseudo-Voigt normalitzat ve donat per:
{\displaystyle V_{p}(x)=\eta \cdot L(x,f)+(1-\eta )\cdot G(x,f)} with {\displaystyle 0<\eta <1}.
on {\displaystyle \eta } és una funció del paràmetre de l'amplada total a la meitat del màxim.
Hi ha diverses definicions possibles per al paràmetre {\displaystyle \eta }. Una fórmula simple, precisa en un 1%, és
{\displaystyle \eta =1.36603(f_{L}/f)-0.47719(f_{L}/f)^{2}+0.11116(f_{L}/f)^{3},}
on ara, {\displaystyle \eta } és una funció de l'amplada total a la meitat del màxim de Lorentz ({\displaystyle f_{L}}), de la gaussiana ({\displaystyle f_{G}}) i de la total ({\displaystyle f}). L'amplada total a la meitat del màxim total ({\displaystyle f}) ve donada per:
{\displaystyle f=[f_{G}^{5}+2.69269f_{G}^{4}f_{L}+2.42843f_{G}^{3}f_{L}^{2}+4.47163f_{G}^{2}f_{L}^{3}+0.07842f_{G}f_{L}^{4}+f_{L}^{5}]^{1/5}.}

### Amplada del perfil de Voigt
L'amplada total a la meitat del màxim del perfil de Voigt es pot trobar a partir de les amplades associades de la distribució gaussiana i la de Lorentz, L'amplada del perfil gaussià és:
{\displaystyle f_{\mathrm {G} }=2\sigma {\sqrt {2\ln(2)}}.}
La del perfil de Lorentz és:
{\displaystyle f_{\mathrm {L} }=2\gamma .}
Una aproximació grollera de la relació entre les amplades de Voigt, de la gaussiana i de la de Lorents és:
{\displaystyle f_{\mathrm {V} }\approx f_{\mathrm {L} }/2+{\sqrt {f_{\mathrm {L} }^{2}/4+f_{\mathrm {G} }^{2}}}.}
Es pot donar una millor aproximació amb una precisió del 0.02% amb
{\displaystyle f_{\mathrm {V} }\approx 0.5346f_{\mathrm {L} }+{\sqrt {0.2166f_{\mathrm {L} }^{2}+f_{\mathrm {G} }^{2}}}.}
Aquesta aproximació és exactament correcta per a una gaussiana pura, però té un error d'un 0.000305% per a un perfil purament lorentzià.